# SNCF BB 22200
Die BB 22200 ist eine französische Baureihe von Zweisystemlokomotiven für den Einsatz sowohl auf dem mit 1,5 kV elektrifizierten Gleichstromnetz als auch auf dem mit 25 kV, 50 Hz elektrifizierten Wechselstromnetz der SNCF. In den Jahren 1976 bis 1986 wurden von Alsthom und Matériel de Traction Électrique (MTE) in sechs Bauserien insgesamt 205 Lokomotiven gebaut.
Durch die Mehrsystemfähigkeit und die Auslegung als Universallokomotive kommen die BB 22200 auf nahezu allen regelspurigen elektrifizierten Strecken Frankreichs vor und finden für alle lokbespannten Zuggattungen Verwendung.

## Geschichte

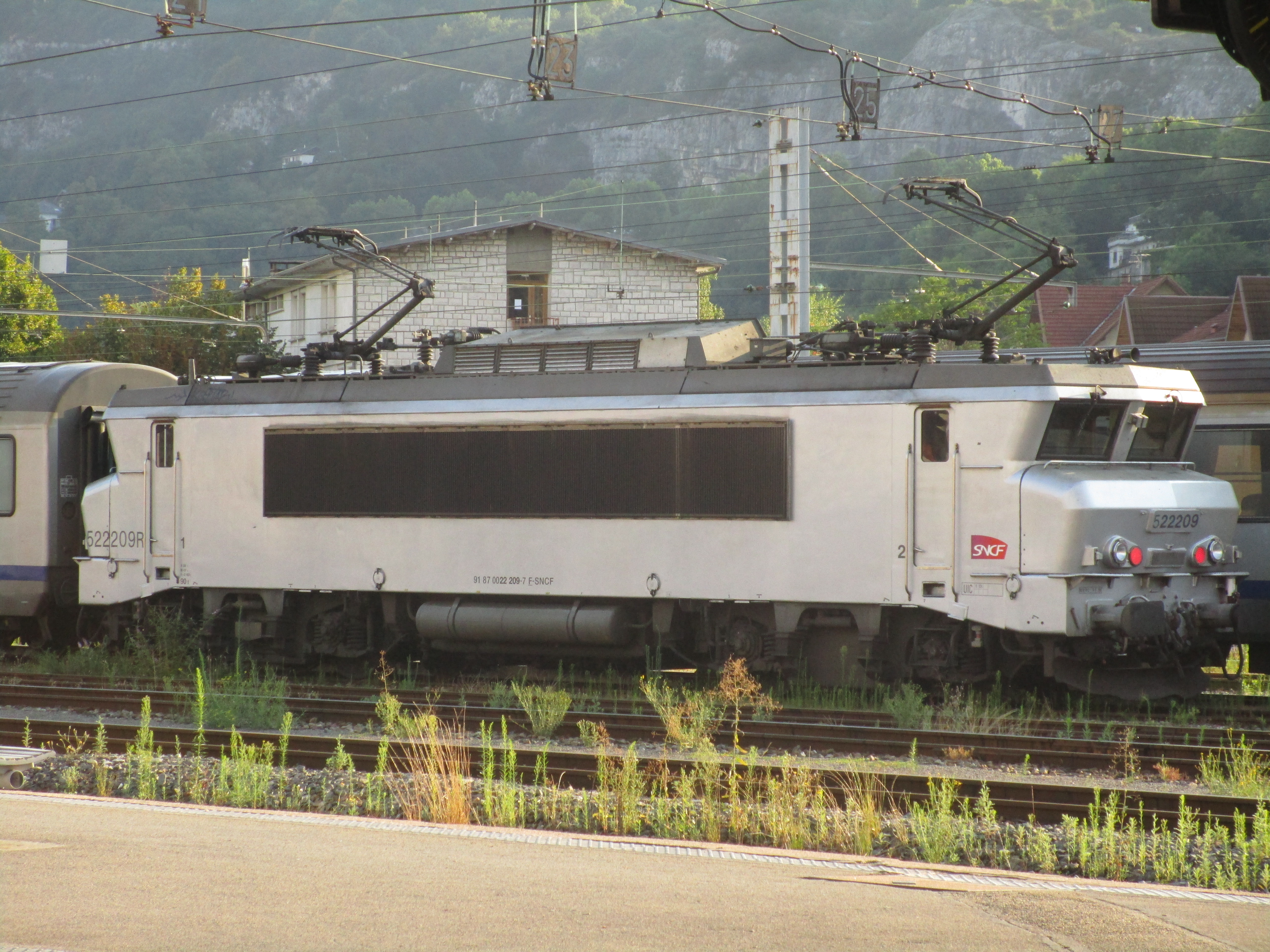
Metallgrau („Fantôme“) lackierte BB 22209 mit ursprünglicher Front in Chambéry, 2017

In den 1970er Jahren benötigte die SNCF neue Mehrsystemlokomotiven, um unter beiden Stromsystemen ohne Lokwechsel fahren zu können. Aus der ab 1971 gelieferten Baureihe BB 15000 und der ab 1976 gebauten Gleichstrombaureihe BB 7200 wurde die BB 22200 als Mehrsystemvariante entwickelt. Die Baureihenbezeichnung bildet die Summe aus denen der beiden Schwesterbauarten.
Die Maschinen 22201 bis 22350 entstanden in den Jahren 1976 bis 1980, die übrigen zwischen 1983 und 1986. Über die Jahre hinweg erhielten zahlreiche der ursprünglich betongrau mit orangem Zierstreifen lackierten Lokomotiven neue Farbgebungen.

## Beschreibung

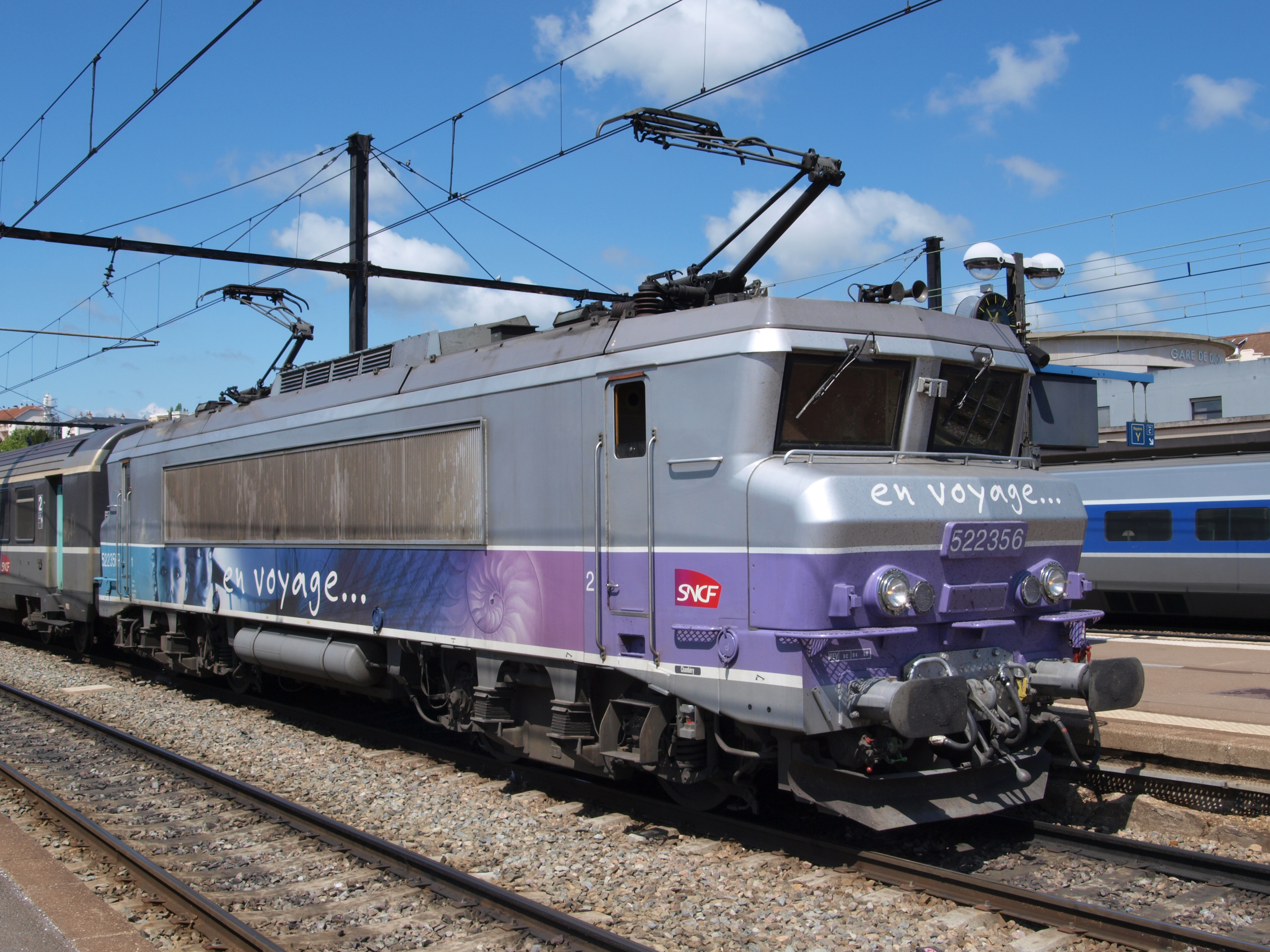
BB 22356 mit schwächer geneigten Frontscheiben und Farbgebung „En Voyage“, 2009

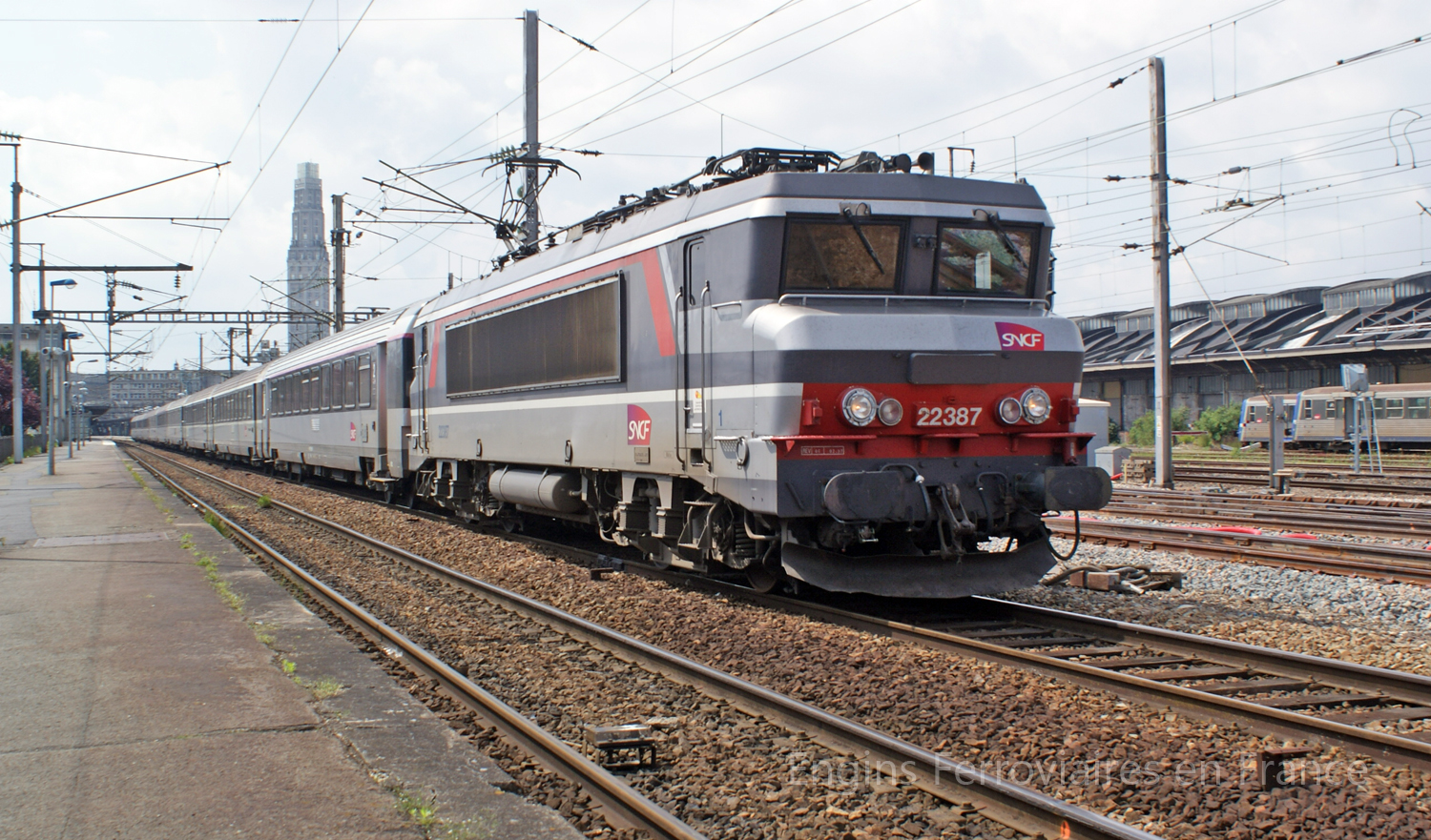
BB 22387 in der „Multiservices“-Farbgebung bei der Ausfahrt aus dem Bahnhof Amiens, 2013

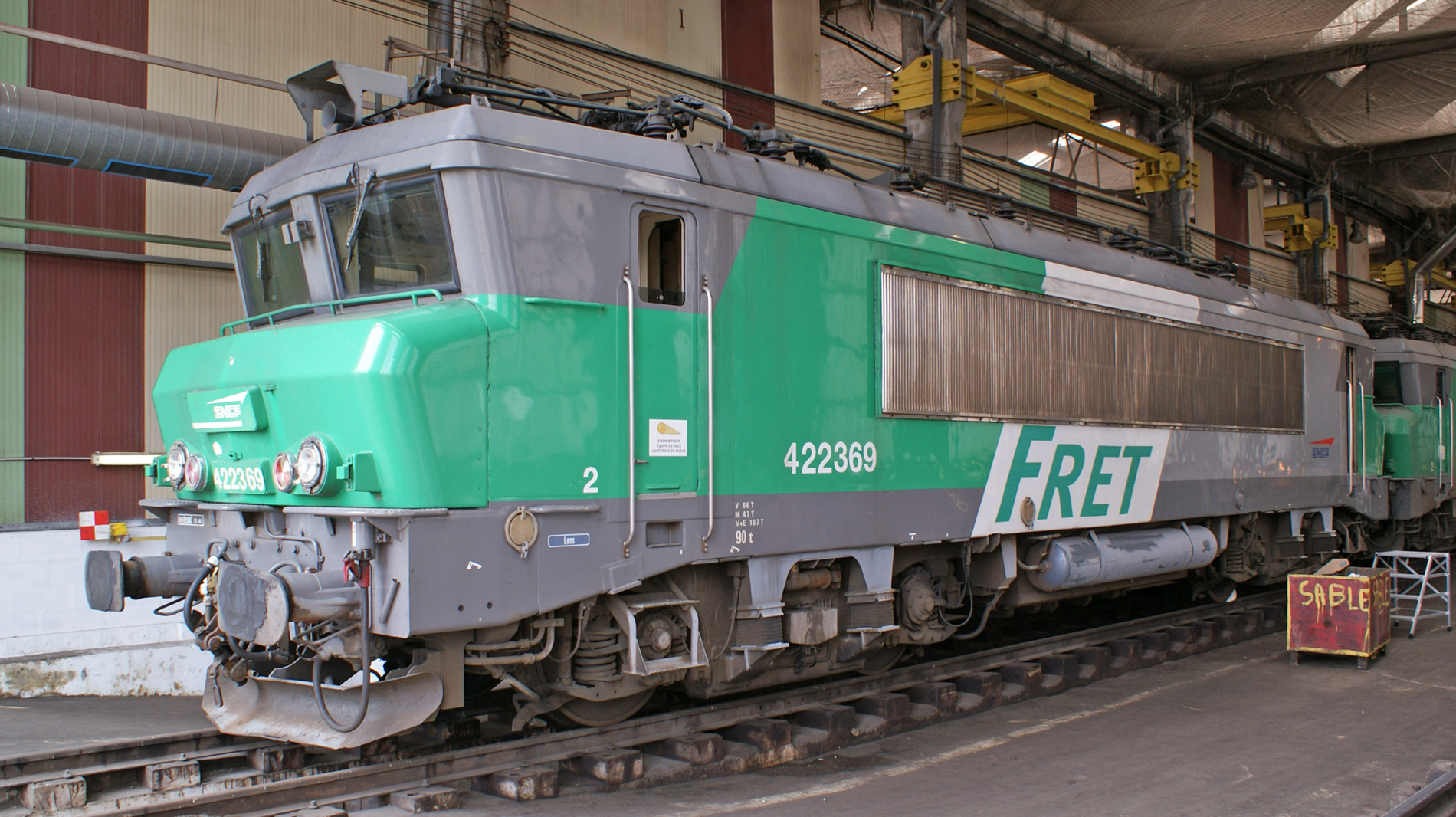
BB 22369 in der Farbgebung „Fret“, 2009

Die Lokomotiven haben die für französische Lokomotiven der 1960er und 1970er Jahre typische Frontform des Designers Paul Arzens, die „Nez cassé“ (gebrochene Nase) genannt wird. Sie wurde erstmals bei den Maschinen der Reihe CC 40100 verwirklicht und  auch bei den Gleichstromlokomotiven der Baureihe BB 7200 und den Wechselstromlokomotiven der Baureihe BB 15000 angewandt, mit denen die BB 22200 eine Baureihenfamilie bilden. Ab der Lokomotive mit der Betriebsnummer 22227 wurden die Frontscheiben zugunsten eines geräumigeren Führerstands steiler ausgeführt. Damit wurde der Führerstand 11 cm länger, ohne dass die Gesamtlänge der Maschine verändert werden musste. Die Dauerleistung der vierachsigen Maschinen mit der Achsfolge B’B’ beträgt 4140 kW im Gleich- und 4040 kW im Wechselstrombetrieb.
In der Wechselstromlokomotive BB 15007, die als Versuchsfahrzeug als BB 7003 im Gleichstromnetz eingesetzt wurde, hatte die SNCF thyristorbestückte Zerhacker erprobt. Diese Technik wurde für den Wechselstrombetrieb übernommen, wobei die Spannung mit einem Transformator reduziert und dann gleichgerichtet wurde. Pro Drehgestell gibt es drei Zerhacker. Jedes der beiden zweiachsigen Drehgestelle mit einem Achsstand von 2,80 m hat einen achtpoligen Fahrmotor des Typs TAB 674 mit einer Leistung von 2210 kW (Monomoteur-Drehgestell). Die Drehgestelle sind mit denen der BB 7200 und BB 15000 gleich und innerhalb dieser drei Baureihen tauschbar.
Die Drehgestelle der 150 Lokomotiven der ersten Serie ermöglichten eine Höchstgeschwindigkeit von 180 km/h, im Regelbetrieb wurden aber nur 160 km/h erreicht. Im Dezember 1980 wurde die BB 22278 als Prototyp für eine Höchstgeschwindigkeit von 200 km/h umgebaut. Entsprechend wurden zwischen April und Juli 1983 die Maschinen BB 22351 bis 22360 der zweiten Serie ab Werk ausgeliefert. Die folgenden Bauserien entsprachen dann wieder der Ursprungsversion. Bereits zwischen Oktober 1978 und August 1980 hatte man die ersten 68 Lokomotiven der Baureihe mit veränderten Drehgestellen ausgestattet; diese waren für den Einsatz im Güterverkehr mit einer geänderten Übersetzung für eine Höchstgeschwindigkeit von 100 km/h ausgelegt. In den Jahren 1981 bis 1985 wurden diese Lokomotiven durch Tausch mit Drehgestellen von Maschinen der Reihe BB 7200 wieder der Ursprungsausführung angepasst.
Zunächst erhielten alle Maschinen die einheitliche Farbgebung „Béton“. Der Lokomotivkasten war zementgrau, mit einem bräunlichgelben, gezackten Zierstreifen. Laufwerk und Pufferbohlen sowie die Dachpartie und der Fensterbereich an den Führerständen waren schiefergrau lackiert. Da sich die bräunlichgelbe Farbe als nicht witterungsbeständig erwies, wurden die Zierstreifen ab 1989 orange lackiert. Erste Änderungen am Erscheinungsbild erhielten 1994/95 die für den Einsatz im Eurotunnel umgebauten Maschinen; die Stirnseiten ihrer Vorbauten wurden, entsprechend den damaligen britischen Vorschriften, gelb lackiert.
Die Aufspaltung der SNCF in unterschiedliche Geschäftsbereiche brachte ab dem Jahr 2000 umfassende Neulackierungen mit sich. Im Güterbereich erhielten die BB 22212, 22275, 22298, 22365 und 22369 die grüne Farbgebung „Fret“ (jadegrün, weiß und zwei Grautöne). 2005 wurden 32 Loks des Fernverkehrs mit der „En voyage“-Lackierung versehen. Aus rechtlichen Gründen wurden sie ab 2010 in Metallgrau (Farbgebung „Fantôme“) umlackiert, 32 weitere Loks erhielten ebenfalls diese Farbe. Im Zuge von Instandsetzungsarbeiten wurden die BB 22304, 22347 und 22387 mit der Lackierung „Multiservices“ versehen. 16 beim TER Provence-Alpes-Côte d’Azur und 15 beim TER Nord-Pas-de-Calais eingesetzte Maschinen erhielten regionale Farbgebungen, ebenso die BB 22218 und 22223 für den Einsatz im Regionalverkehr der Île-de-France (Farbgebung „Transilien“). Die 17 der SNCF Infra zugeordneten Lokomotiven wurden gelb mit einem roten Längsstreifen unterhalb der Dachkante lackiert.

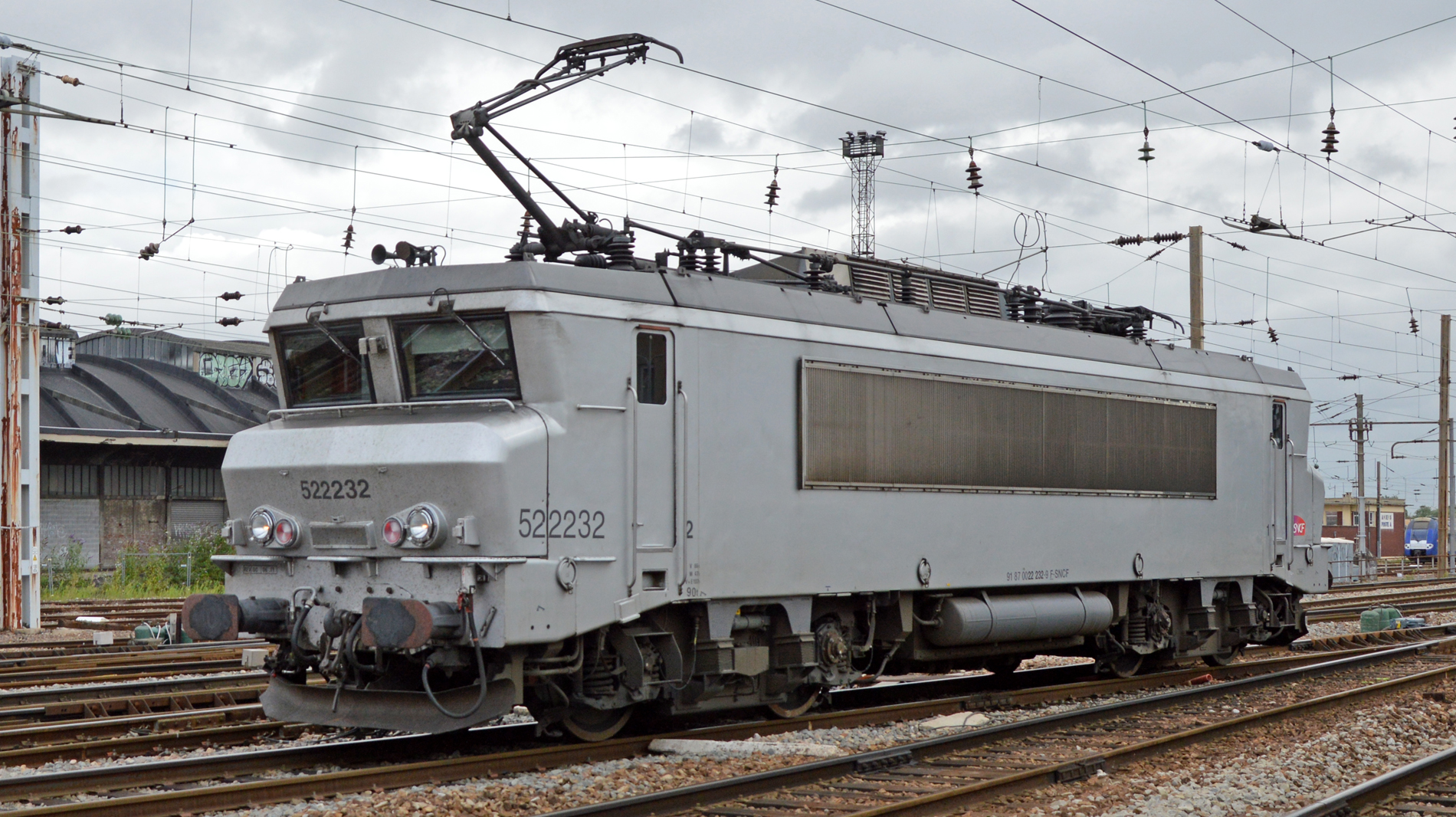
BB 22232 mit Betriebsnummer an der Stelle des entfernten erhabenen SNCF-Emblems – die vorangestellte Ziffer 5 bedeutet Zugehörigkeit zum Transport express régional (TER)

Das runde Emblem der SNCF zierte keine der Lokomotiven. Die reliefartig vorspringenden, rechteckigen Schilder an den Fronten, die den Schriftzug SNCF und darunter die Betriebsnummer zeigten, waren bis zur BB 22350 mit den Vorbauten gegossen worden; bei den folgenden Maschinen wurden sie nachträglich angebracht. Mittlerweile wird das untere Schild nicht mehr genutzt, die Betriebsnummer befindet sich auf dem – oder an der Stelle des entfernten – oberen Schild(s).

## Varianten und Umbauten

### Wendezugsteuerung

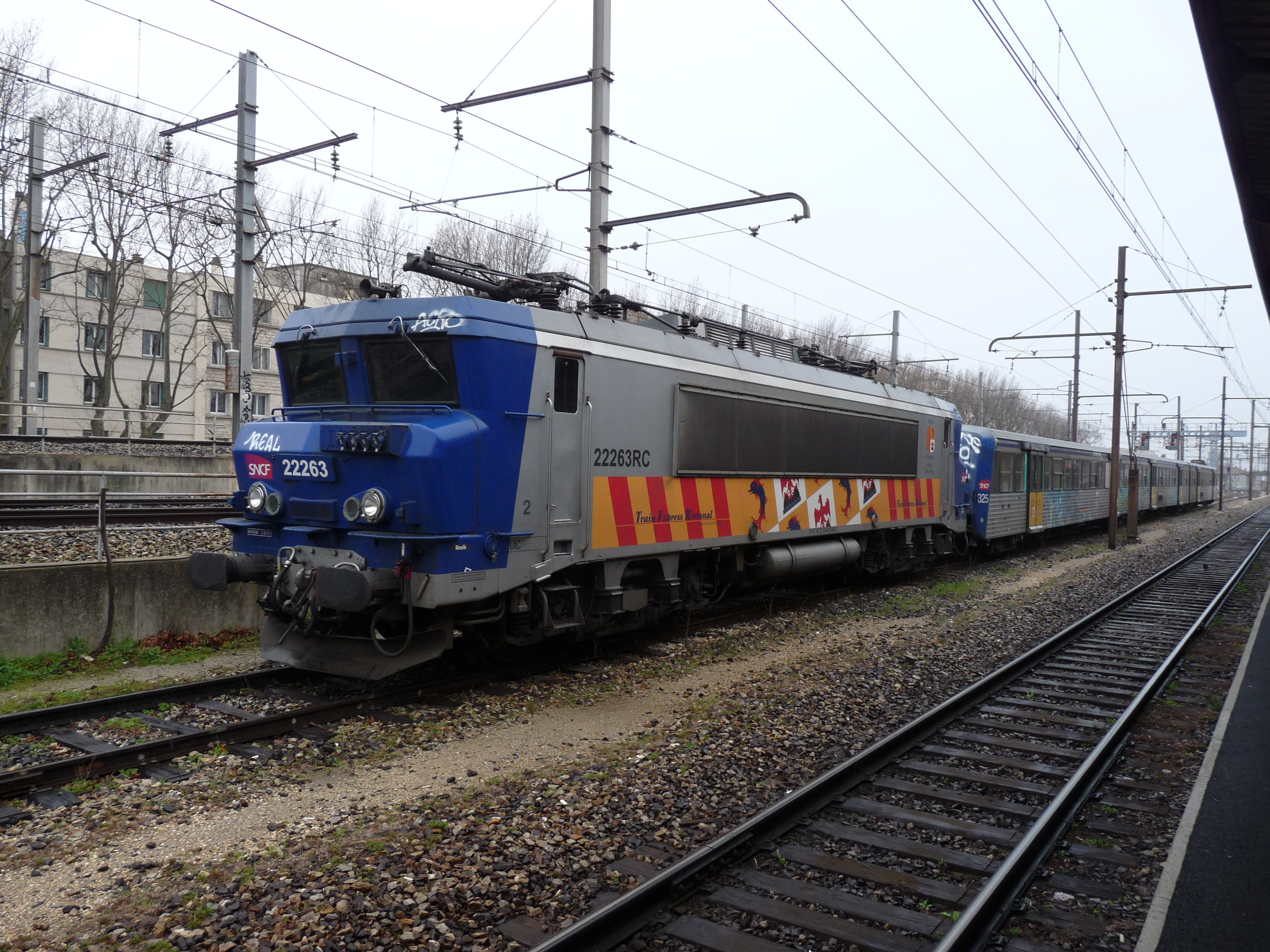
BB 22263 des TER Provence-Alpes-Côte d’Azur in Avignon, 2017

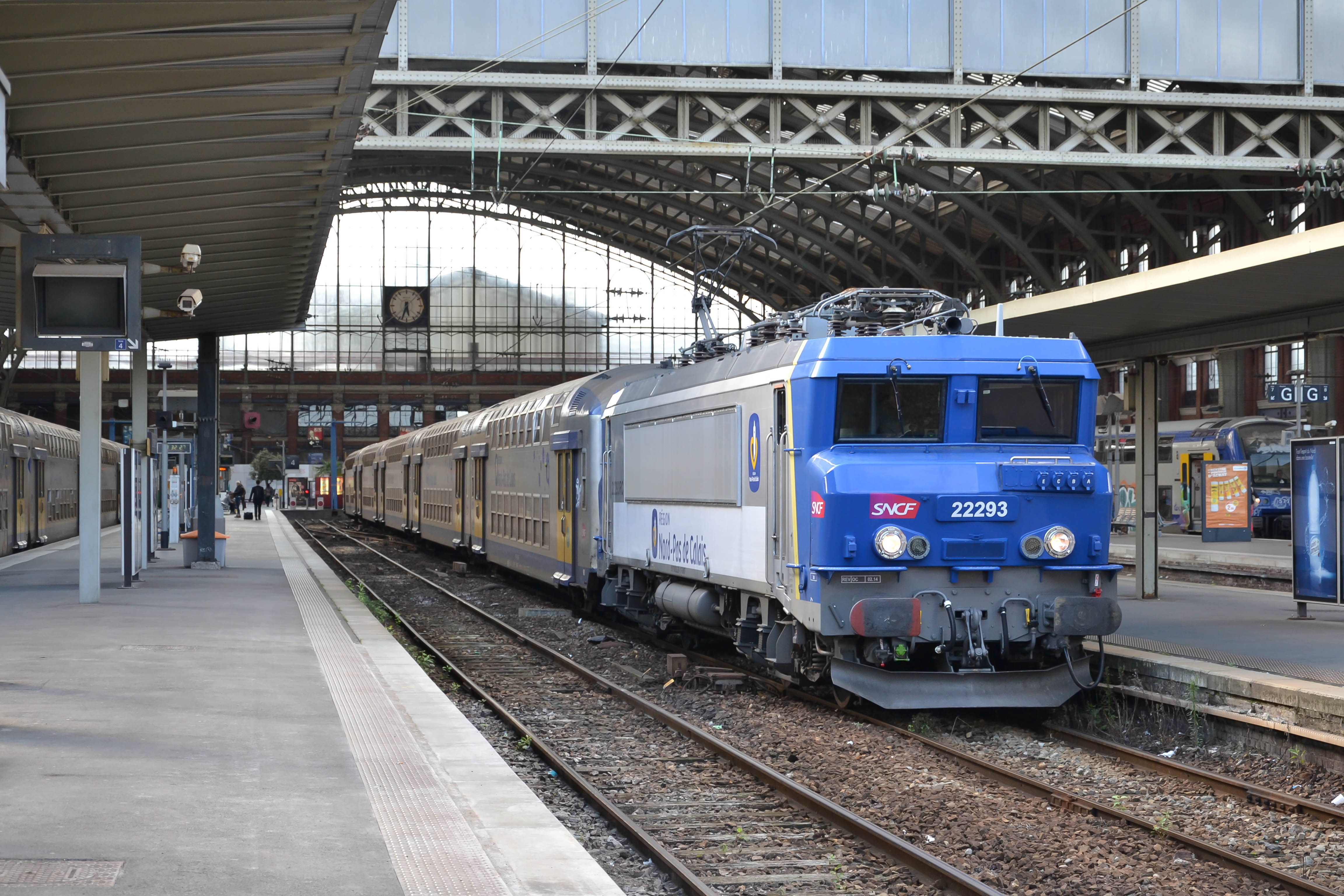
BB 22293 des TER Nord-Pas-de-Calais im Bahnhof Lille-Flandres, 2014

Zur Bespannung von Wendezügen aus Corail-Wagen wurden ab 2006 fünfzig Lokomotiven mit einer zeitmultiplexen Wendezugsteuerung – bei der SNCF kurz „MUX“ genannt – nachgerüstet. Die Steuerbefehle werden im MUX-Betrieb als digitale Datentelegramme über das in fast allen Reisezugwagen vorhandene und international genormte UIC-Kabel übertragen. Den Betriebsnummern der so ausgerüsteten BB 22200 wurde der Buchstabe R für „réversibilité“ hinzugefügt, was aber meist nur an den Seitenwänden und in den Führerständen angeschrieben wurde.
Ab Juni 2012 wurden für die Region Provence-Alpes-Côte d’Azur (PACA) sechzehn Lokomotiven mit konventioneller Wendezugsteuerung ausgerüstet, um im Regionalverkehr die Baureihe BB 25500 an den RRR- und RIO-Wendezugeinheiten abzulösen. Gleichermaßen umgebaut wurden weitere fünfzehn Lokomotiven für die ehemalige Region Nord-Pas-de-Calais. Bei dieser Art der Wendezugsteuerung erfolgt die Signalübertragung analog über spezielle Wendezugsteuerkabel. Zum Anschluss der Steuerkabel wurden die Loks auf beiden Stirnseiten mit jeweils vier Steckdosen ausgerüstet. Diese 31 Lokomotiven wurden beim Umbau in silbergrau mit blauen Führerständen umlackiert und wurden auf den Seitenflächen mit Farben und Schriftzügen ihrer jeweiligen Heimatregionen gestaltet. Ihren Betriebsnummern wurden die Buchstaben RC für „réversibilité par câblots“ hinzugefügt. Seit Anfang des Jahres 2019 hat die Region Grand Est zehn BB 22200RC von der Region PACA übernommen, welche wiederum im Elsass die letzten planmäßig eingesetzten BB 25500 der SNCF ersetzt haben. Die Gestaltung der Loks wurde zunächst im Zustand der Region PACA belassen, im Laufe des Jahres 2020 mit Logos Grand Est und TER fluo an ihre neue Heimatregion angepasst.

### Versuchslokomotiven
1985 wurde die BB 22351 versuchsweise mit einem veränderten Aufbau versehen, um die Frontgestaltung der künftigen Baureihe BB 26000 („Sybic“) zu erarbeiten.
Die als BB 22379 und 22380 vorgesehenen Lokomotiven wurden im Jahr 1986 schon ab Werk als Versuchsträger für Drehstrom-Synchronantrieb ausgeliefert. Sie trugen als Versuchslokomotiven die Nummern BB 20011 und BB 20012 und Sonderlackierungen in grau, blau und orange. Die Versuche mit diesen Lokomotiven trugen maßgeblich zur Entwicklung der „Sybics“ bei. Nach dem Ende der Versuchseinsätze wurden sie bis zum Frühjahr 1994 der Serienausführung der BB 22200 angepasst und erhielten dabei gleichzeitig die Ausrüstung als Tunnellokomotiven (siehe nächster Abschnitt).

### Tunnellokomotiven
Da sich die Inbetriebnahme der Neubaulokomotiven der Reihe CC 92000 verzögerte, adaptierte man im Jahr 1994 die Lokomotiven BB 22379, 22380 und 22399 bis 22405 für Einsätze im Eurotunnel. Entsprechend den britischen Vorschriften wurden die Vorbauten mit einem gelben Anstrich versehen. Der Einsatz erfolgte jeweils in Doppeltraktion. Sechs TTU genannte Lokomotiven wurden mit dem Zugbeeinflussungssystem TVM 430 ausgerüstet und konnten damit an der Zugspitze eingesetzt werden, die Lokomotiven BB 22400, 22402 und 22404 (als TU bezeichnet) mussten ohne TVM 430 stets an zweiter Stelle eingesetzt werden. Die Einsätze im Kanaltunnel dauerten 15 Monate, dann wurden die Maschinen durch solche der Class 92 ersetzt.

### Schnellfahrlokomotiven

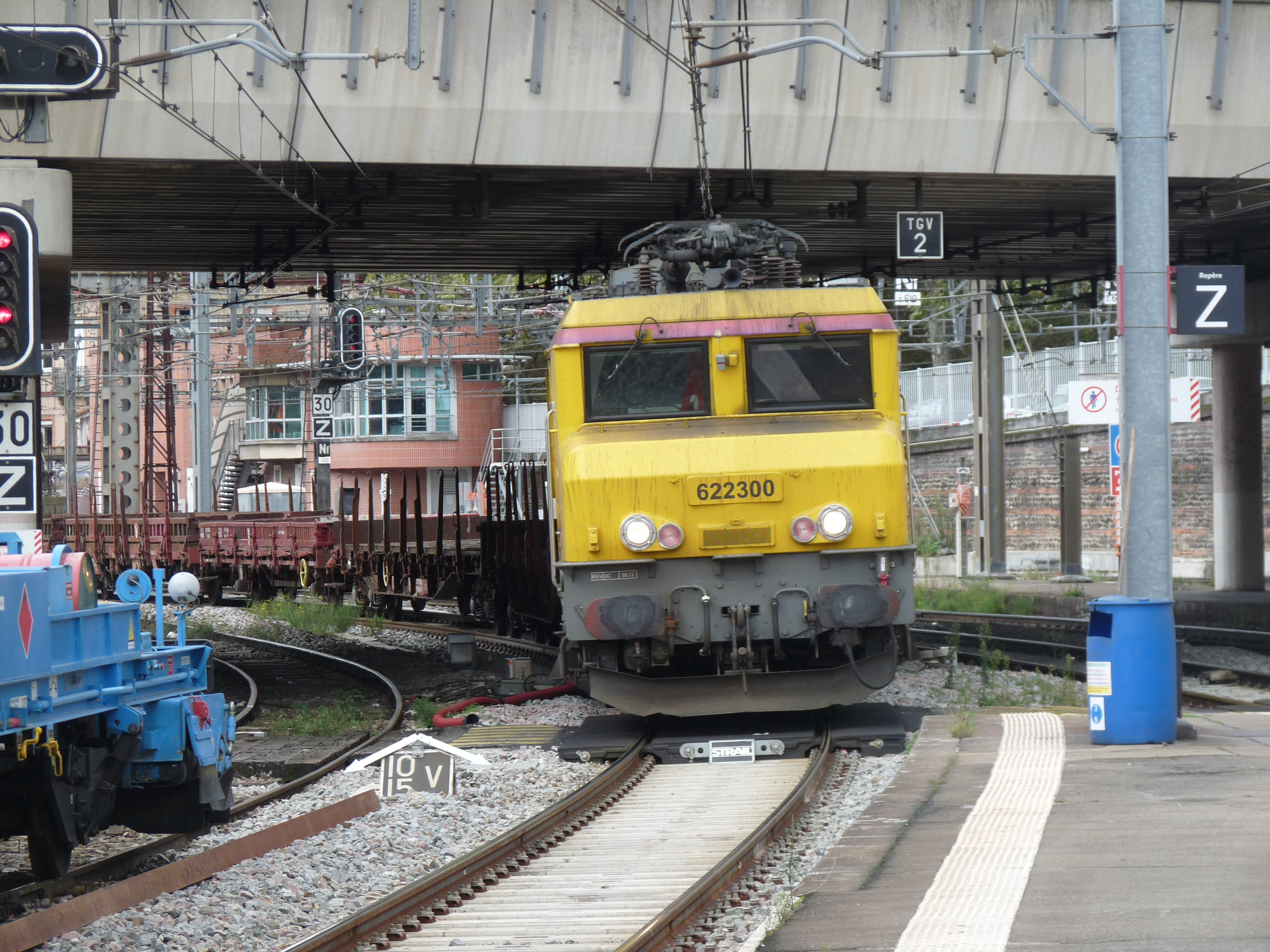
BB 22300 des Infrastrukturunternehmens SNCF Réseau in der gelben Farbgebung „Infra“

Acht Lokomotiven – die sechs vormaligen TTU-Tunnellokomotiven sowie die BB 22378 und 22386 – wurden für den Einsatz auf Schnellfahrstrecken mit Schnellfahrdrehgestellen aus- und ggf. TVM 430 nachgerüstet. Sie wurden von der SNCF Infra zur Untersuchung und Wartung der französischen Schnellfahrstrecken sowie dem Eilgüterverkehr Sernam 200 eingesetzt und erreichen eine Höchstgeschwindigkeit von 200 km/h. Seit dem 1. Januar 2015 gehören diese Lokomotiven (BB 22378, 22379, 22380, 22386, 22399, 22401, 22403 und 22405) zu SNCF Réseau.

## Ausmusterungen
Bis zum Jahr 2011 schieden fünf Lokomotiven wegen Unfällen aus dem Einsatzbestand. Im Januar 2012 wurden erstmals 18 betriebsfähige Lokomotiven ausgemustert, da sie wegen Rückgang des Güterverkehrsaufkommens nicht mehr benötigt wurden. Außerdem waren zu diesem Zeitpunkt annähernd 60 Lokomotiven abgestellt.